# Mesta (řeka)
Mesta popř. Nestos (bulharsky Места, řecky Νέστος) je řeka na jihu Bulharska (Blagoevgradská oblast) a na severu Řecka (kraj Východní Makedonie a Thrákie). Je 273 km dlouhá (z toho 126 km v Bulharsku). Rozloha povodí činí 7500 km².

## Průběh toku
Řeka pramení v pohoří Rila. Na území Bulharska teče v hluboké dolině, která je ohraničena výběžky pohoří Pirin na jihozápadě a Rodopy na severovýchodě. Na území Řecka pak protéká kopcovitou krajinou a ústí do Egejského moře, přičemž vytváří deltu.

## Vodní stav
V horní a střední části povodí jsou zdrojem vody sníh a déšť a k nejvyšším průtokům dochází v květnu a červnu. V dolní části povodí převažují deště a nejvyšší průtoky nastávají v zimě. Průměrný roční průtok poblíž bulharsko-řecké hranice činí 32 m³/s.

## Využití
Využívá se na zavlažování.